# Vidonín
Vidonín (in tedesco Widonin) è un comune ceco situato nel distretto di Žďár nad Sázavou, nella regione di Vysočina.